# 明治法律学校

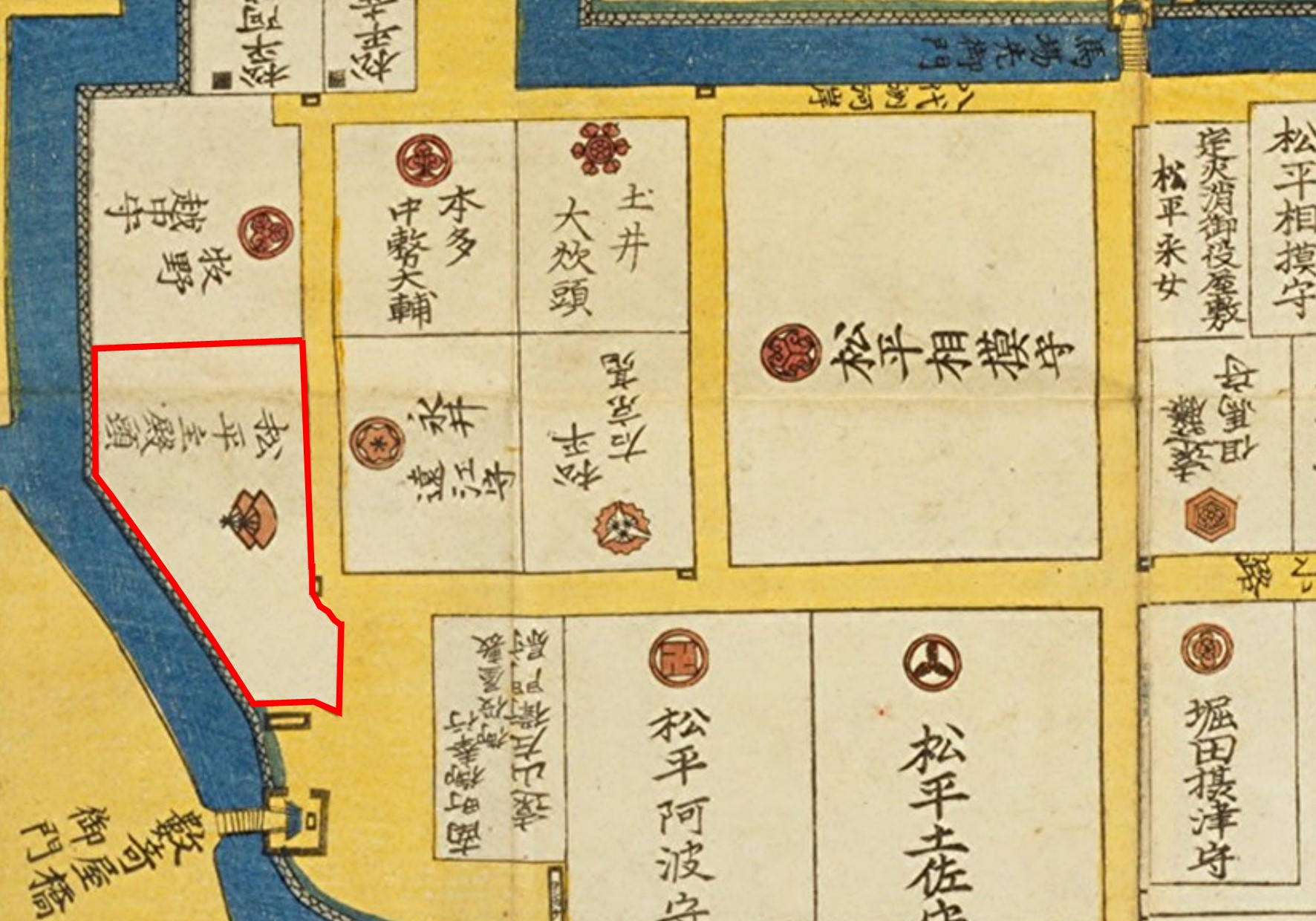
明治法律学校の開校地となった島原藩上屋敷跡（赤枠内）

明治法律学校（めいじほうりつがっこう）は、1881年（明治14年）1月、岸本辰雄らによって東京府に設立された私立法律学校である。この項目では後身たる専門学校令準拠の明治大学についても扱う。

## 概説
現在の明治大学の前身校である。司法省法学校出身者によって設立され、フランス法学を講じる仏法系学校であり、いわゆる「五大法律学校」の一つにかぞえられた。また自由民権運動と強い関わりを持ちつつ発展し、法典論争においては「実施断行論」の立場をとった。

## 歴史

明治法律学校創立者
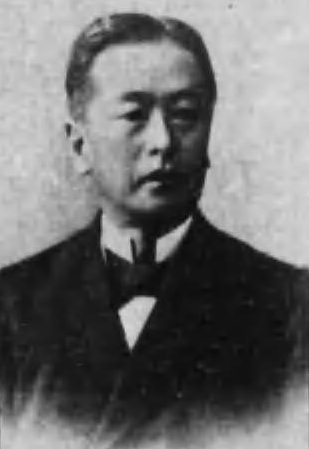
岸本辰雄
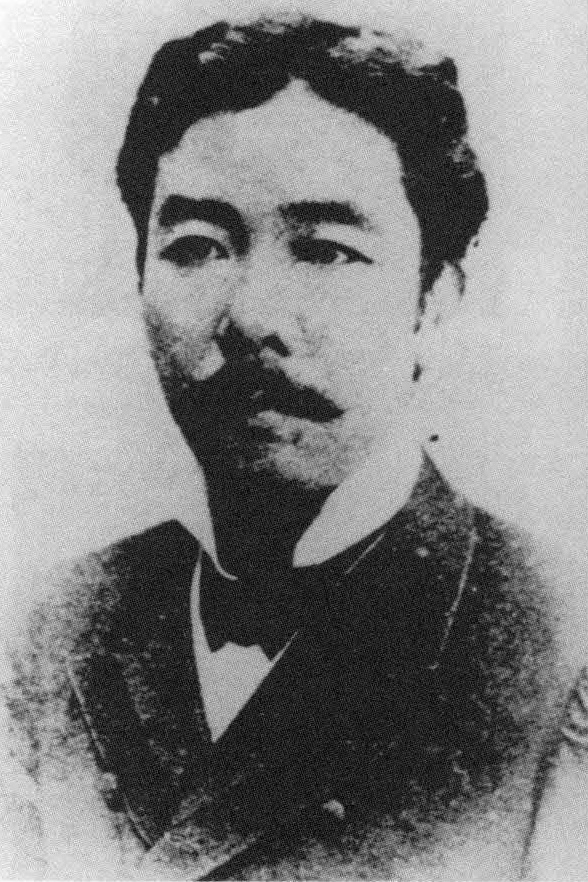
宮城浩蔵
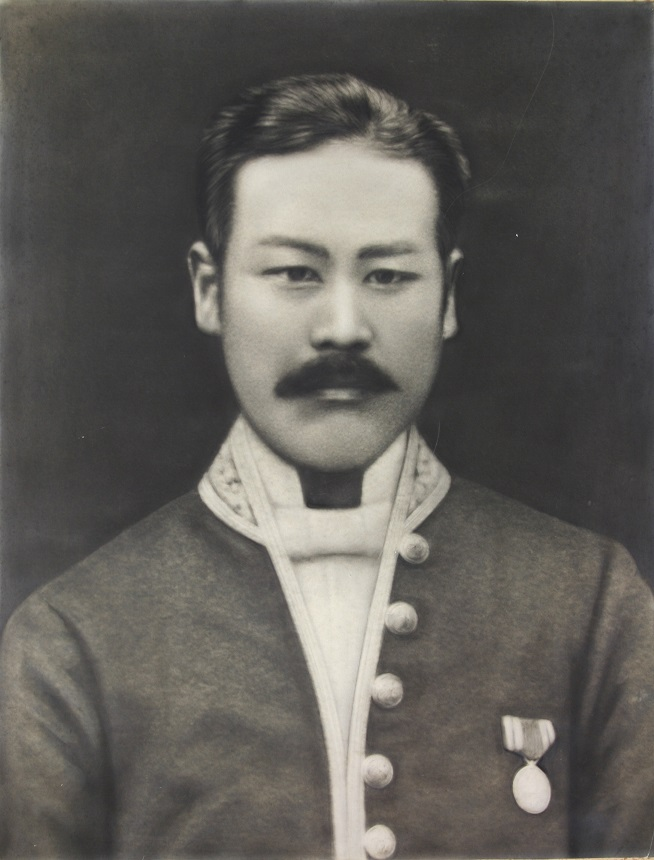
矢代操

### 仏法系学校として設立
大学南校を経て司法省明法寮でともに学び、司法省法学校の第一期卒業生となった岸本辰雄・宮城浩蔵・矢代操の3名が中心となり、1880年（明治13年）12月、「法理ヲ講究シテ其真諦ヲ拡張」することを標榜して創立、翌1881年（明治14年）1月に開校された。開校に際しては旧鳥取藩主・池田輝知および旧島原藩主・松平忠和の財政的援助を受けた。
開校の直接のきっかけとなったのは講法学舎（北畠道龍らがおこした法律学校）で起きた集団退学騒動である。フランス留学から帰国した岸本と宮城は公務に就くかたわら矢代が幹事を務める講法学舎にも出講していたが、1880年（明治13年）11月に同校で内紛が起こり、集団退学した学生十数名が岸本らに新しい法律学校の開設を求めたのである。
| - アッペール（通訳：宇川盛三郎、経済学） - 井上正一（行政法） - 岸本辰雄（商法） - 宮城浩蔵（日本治罪法） | - 西園寺公望（討論会） - 矢代操（仏国民法名代契約） - 一瀬勇三郎（仏国民法賃貸契約） - 杉村虎一（擬律擬判） |

### 東京法学校との抗争

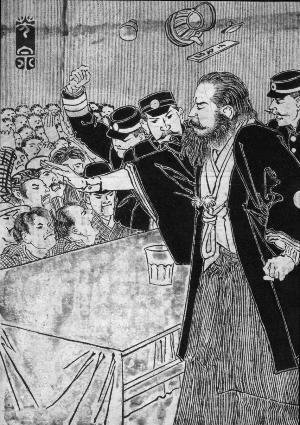
自由民権運動の演説会

したがって本校はもともと、政府公認の準官学的な法律学校として出発したはずであったが、当時高まりを見せていた自由民権運動の影響を受け急速に野党色を強めていき、特に自由党を支える人材を生むことになった。校舎となった旧松平忠和邸の三楽舎では、フランス革命の影響を受け権利自由の拡張を主張する学生たちにより演説会が盛んに行われ、政府からは自由民権の牙城とみなされるようになった。この点、本校に対抗して設立された同じ仏法系の東京法学校が、司法省の強い影響下にあったのとは対照的であった。両校は学生の獲得をめぐって授業料値下げなどの競争・対立が繰り広げられ、ついには共倒れ寸前に至ったため、明治10年代末にようやく和議が成立した。
その後帝国大学（現東京大学）を中心としたイギリス法学の台頭を背景に、1888年（明治21年）末には東京法学校・東京仏学校との間で、これに対抗して同じ仏法系学校として合併しようとする構想が起こったが、野党色の強い本校は結局これに参加しなかった（東京法学校・仏学校は合同して和仏法律学校となり、法政大学の前身となった）。
しかし1889年、民法・商法の両法典の実施の可否をめぐる法典論争が起こると、本校は仏法学派として和仏法律学校と共同戦線を組み、英法系（帝国大学・東京法学院など）の実施延期論を批判し、法典実施断行運動を展開した。しかし最終的に仏法派は敗れ、明治法律学校の校運は一時衰退した。

### 学校組織の整備と明治大学への移行

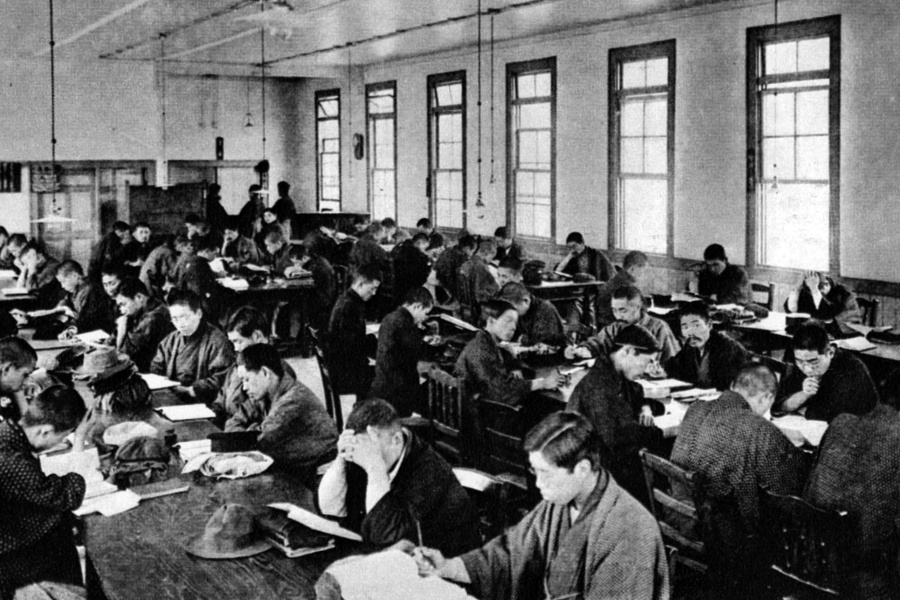
図書閲覧室（明治末期）

組織面では、1886年（明治19年）には法律学部・行政学部の2学部を設置し、1887年（明治20年）には名誉校員制を設け（大木喬任・鶴田皓・箕作麟祥・名村泰蔵・ボアソナードが就任）、1888年（明治21年）の校長・教頭制度制定で岸本辰雄が初代校長に就任するなど整備が進み、1903年（明治36年）3月になって私立「明治大学」への改称が認可され、翌年の学則改正により法学部・商学部・政学部・文学部が設置された。
しかしこの時点の明治大学は制度上の大学（旧制大学）ではなく、専門学校令に基づく旧制専門学校となったに過ぎなかった。しかも文学部は入学者があまりにも少ないために1908年（明治41年）に学生募集を停止せざるを得なくなるなど、総合大学への志向の努力はあまりにも不十分なものであった。
1911年（明治44年）の創立30周年記念式は西園寺公望首相らを迎えて華々しく挙行されたが、翌年春には記念館が焼失し、岸本辰雄校長が急死するなどの悲運が重なった。

### 旧制大学への昇格とその後

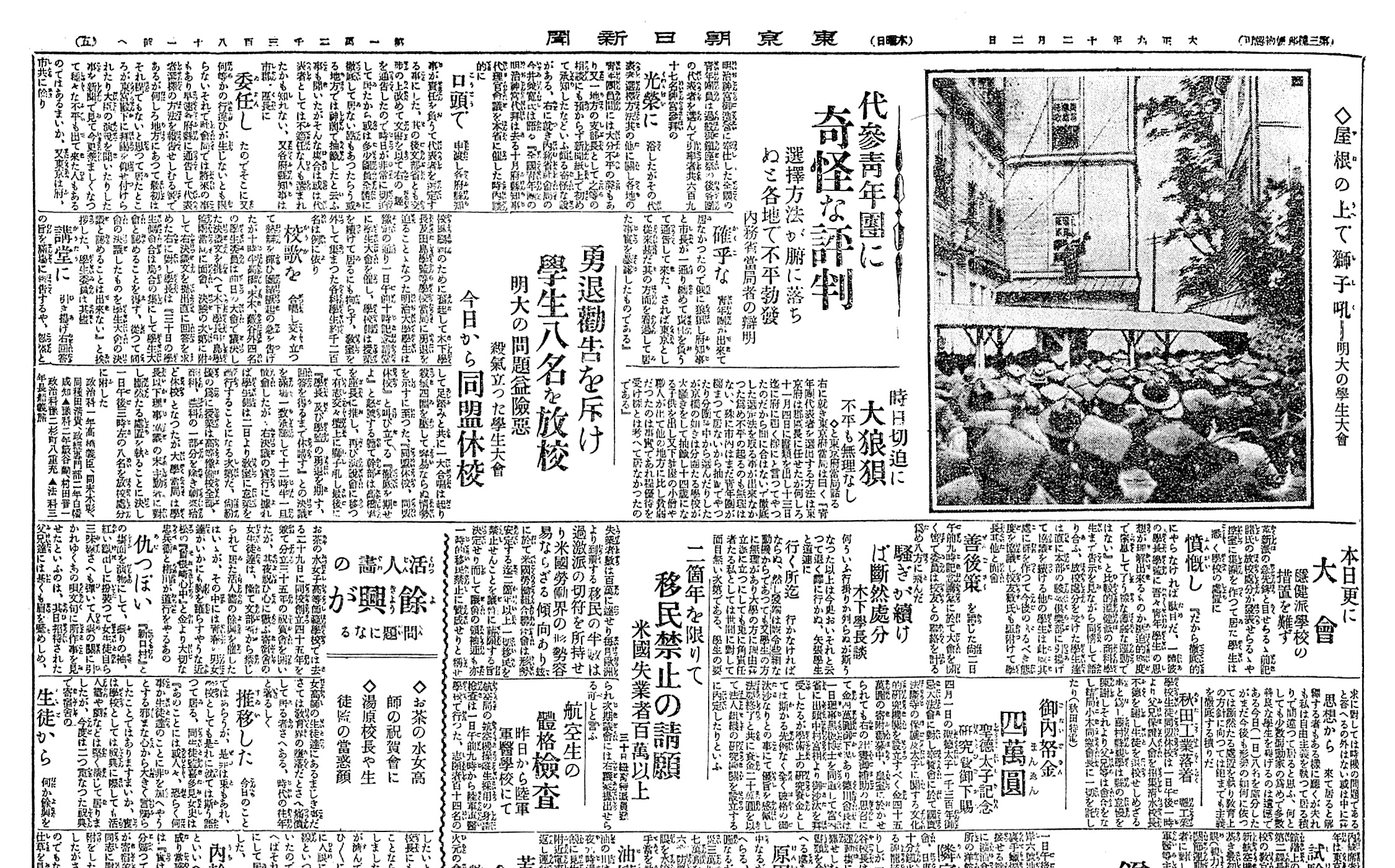
学長退陣を訴える明大生
（植原・笹川事件）

1918年（大正7年）12月に大学令が公布され私立大学設立の道が開かれると、明治大学でも大学昇格に向けての運動が本格化し、学生や校友らによる募金活動が展開されたが、目標額150万円に対して1920年（大正9年）2月21日時点での応募額は約48万6672円にとどまり、しかも1921年（大正11年）3月になっても実際の払込額は約8万6434円に過ぎなかった。法・商・政治経済の3学部を設置するという目標は下方修正され、1920年（大正9年）4月16日に設立認可されたのは法学部と商学部のみであり、政経は法・商両学部に分属される結果となった。
明治大学は大学令による昇格を果たしたものの、新校舎建設や専任教授確保などの努力は道半ばであり、1920年（大正9年）12月には狭い教室での合併授業に不満を抱いた法学部政治学科の学生らが中心となって学長排斥運動を起こす（植原・笹川事件）。翌年5月に木下友三郎学長は学内混乱の責任をとって辞職し、後任の富谷鉎太郎は今後の改革の努力を誓った。しかし、1923年（大正12年）の関東大震災により明治大学の校舎は全て灰燼に帰した。
1921年（大正11年）以降は弁護士試験の合格者数で中央大学に大差をつけられるなど、大学昇格後も明治大学は苦難の道を歩み続けることとなる。

## 基礎データ

### 象徴

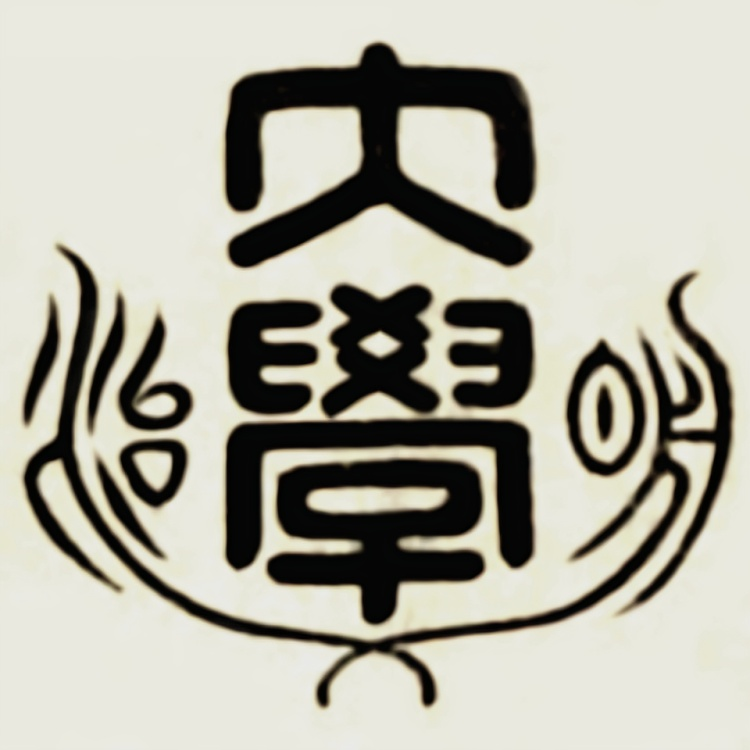
1903年制定の校章

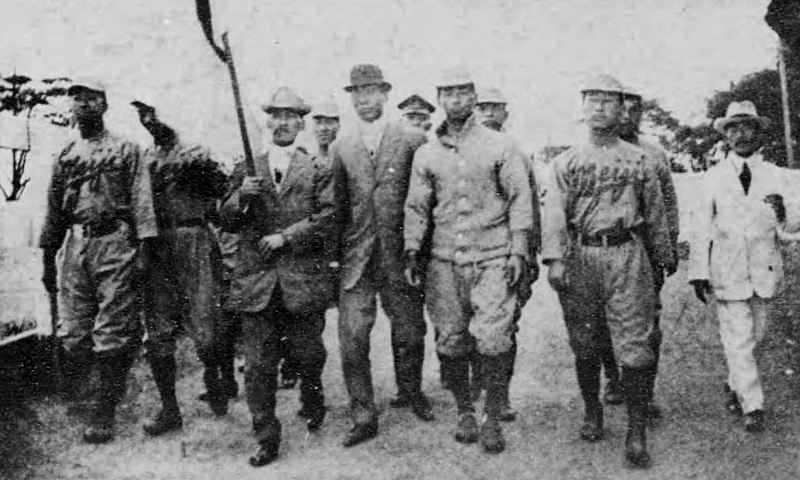
1913年の第1回極東オリンピックに日本代表として出場した野球部（胸のロゴマークは現在とほとんど変わっていない）

- 校章

明治法律学校では1901年（明治34年）に制帽・制服が定められ、帽章とボタンに篆書で「明法」の2文字が入れられたが、具体的なデザインは不明である。1903年（明治36年）10月に制定された校章は篆書で中央に「大学」、左右に「明治」と記されていた。
現在の校章とは若干デザインが異なっている。
- ロゴマーク（野球部）

1910年（明治43年）に野球部が発足した際に慶應OBの小山万吾が筆記体で「Meiji」のロゴマークをデザインし、現在に至るまで明大野球部のシンボルとして受け継がれている。
- スクールカラー

深紫（■） 1915年（大正4年）制定。当時の木下友三郎校長によれば深紫は延喜式で1位の色であり、向上の意味を写して採用したという。
現在のスクールカラーは紫紺である。
- 校歌

『とよさか昇る』（田能村梅士・藤沢衛彦作）
専門学校令下の明治大学では1907年（明治40年）から校歌懸賞募集が行われ、1911年（明治44年）10月の創立30周年記念式で「とよさか昇る 朝日子に…」で始まる「校歌」が披露された。しかし学生たちからの評判は悪く、学内に根付くことなく自然消滅した。その後も何度か校歌募集を行ったが、決め手となるような歌は現れなかった。
現在の校歌が制定されたのは旧制大学への昇格後の1920年（大正9年）11月である。

## 歴代役職者
| 年     | 役職者 | 役職者                   | 役職 | 備考                                                            |
| ------ | ------ | ------------------------ | ---- | --------------------------------------------------------------- |
| 1880年 |        | 岸本辰雄 宮城浩蔵 矢代操 | 幹事 | 開校時は校長を置かず、創立者3名による合議制で学校運営を行った。 |
| 1888年 |        | 岸本辰雄                 | 校長 | 特別認可学校規則により校長・教頭を置く（教頭は宮城浩蔵）。      |

| 年     | 役職者 | 役職者     | 役職 | 備考                                                                    |
| ------ | ------ | ---------- | ---- | ----------------------------------------------------------------------- |
| 1903年 |        | 岸本辰雄   | 校長 | 明治大学と改称した後も岸本が引き続き校長を務めた。                      |
| 1912年 |        | 木下友三郎 | 校長 | 前任者の死去により校長となる。大学昇格後は学長として1921年5月まで在任。 |

## 主な講師陣

### 初期の講師

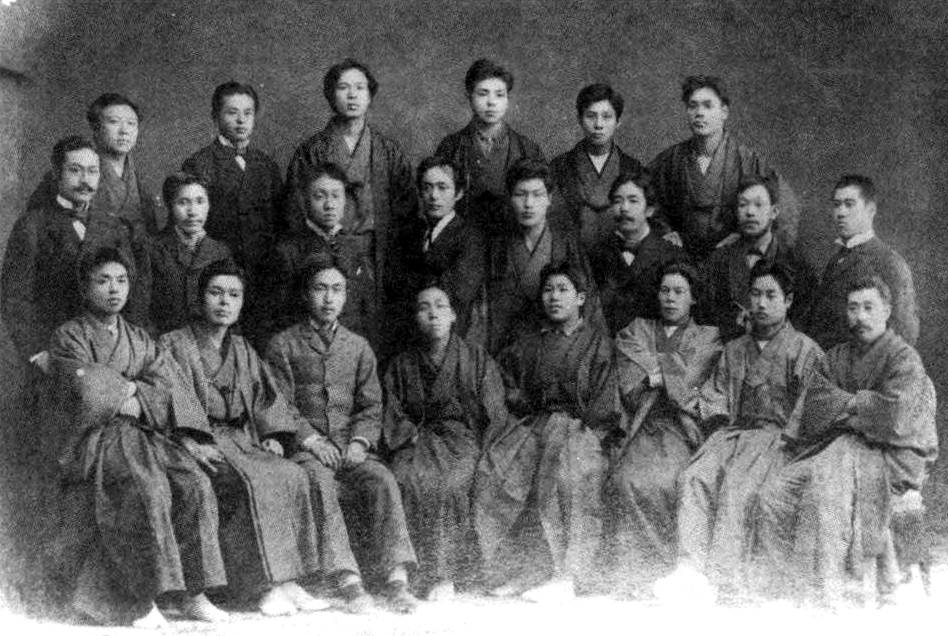
1884年判事登用試験合格記念写真（上段左から2人目が岸本辰雄、中段左端から矢代操、熊野敏三、西園寺公望、2人はさんで宮城浩蔵、岡村輝彦、杉村虎一）

開校時の講師は岸本・宮城・矢代の3名のみだったが、間もなく留仏帰りの西園寺公望、司法省御雇教師の仏人アッペール、そして司法省法学校卒業生が多く参加するなど、当初からフランス流法学の影響下にあり、これを講じる学校として出発した。
- 岸本辰雄（創立者、司法省法学校およびパリ大学卒、大審院判事、弁護士）
- 宮城浩蔵（創立者、司法省法学校およびリヨン大学卒、衆議院議員）
- 矢代操（創立者、司法省法学校卒、貴族院議事課長）
- 西園寺公望（パリ大学卒、内閣総理大臣）
- 光妙寺三郎（パリ大学卒、大審院検事、衆議院議員）
- ジョルジュ・アッペール（パリ大学卒、司法省法律顧問兼法学教師）
- 杉村虎一（司法省法学校卒、外交官、明治大学名誉顧問）
- 井上正一（司法省法学校卒、衆議院議員、大審院判事）
- 一瀬勇三郎（司法省法学校卒、広島控訴院検事長・院長、函館控訴院院長、関西法律学校校長）
- 熊野敏三（司法省法学校卒、旧民法編纂者、大審院判事）
- 井上操（司法省法学校卒、大阪控訴院判事、関西法律学校創立者）
- 岡村輝彦（司法省法学校卒、判事、弁護士、中央大学学長）
- 内藤直亮（司法省法学校卒、東京控訴院判事）
- 磯部四郎（司法省法学校卒、大審院検事・判事、衆議院議員、貴族院議員）
- 小池靖一（衆議院議員、貴族院議員）
- 乗竹孝太郎（経済評論家）
- 依田銈次郎（第一回卒業生、明治法律学校八王子分校校長）

### 明治20年代以降の講師
20年代前半までは依然として司法省法学校出身の仏法系学者や法実務家が講師陣の主流を占めていたが、法典論争を経た20年代後半以降は帝国大学出身の若手独法系学者が加わるようになった。
- ギュスターヴ・エミール・ボアソナード（パリ大学卒、司法省法学校教師、明治法律学校名誉校員）
- アレッサンドロ・パテルノストロ（ローマ大学卒、司法省法律顧問）
- 木下哲三郎（司法省法学校卒、大審院判事）
- 木下広次（司法省法学校卒、帝国大学法科大学教授、第一高等中学校校長、京都帝国大学初代総長）
- 高木豊三（司法省法学校卒、大審院判事、司法次官、貴族院議員）
- 河村譲三郎（司法省法学校卒、司法次官、大審院部長、貴族院議員）
- 前田孝階（司法省法学校卒、東京地方裁判所長、宮城控訴院長）
- 富谷鉎太郎（司法省法学校卒、大審院長、貴族院議員、明治大学学長）
- 木下友三郎（帝国大学法科大学卒、行政裁判所部長、明治大学校長・学長・総長）
- 岡田朝太郎（帝国大学法科大学卒、刑法学者）
- 仁保亀松（帝国大学法科大学卒、法理学者、関西大学学長）
- 仁井田益太郎（帝国大学法科大学独法科卒、法学博士、貴族院議員）

### 明治30年代以降の講師
この頃から東京帝大との連携がさらに強化され、多くの独法系学者が講師に迎えられた。

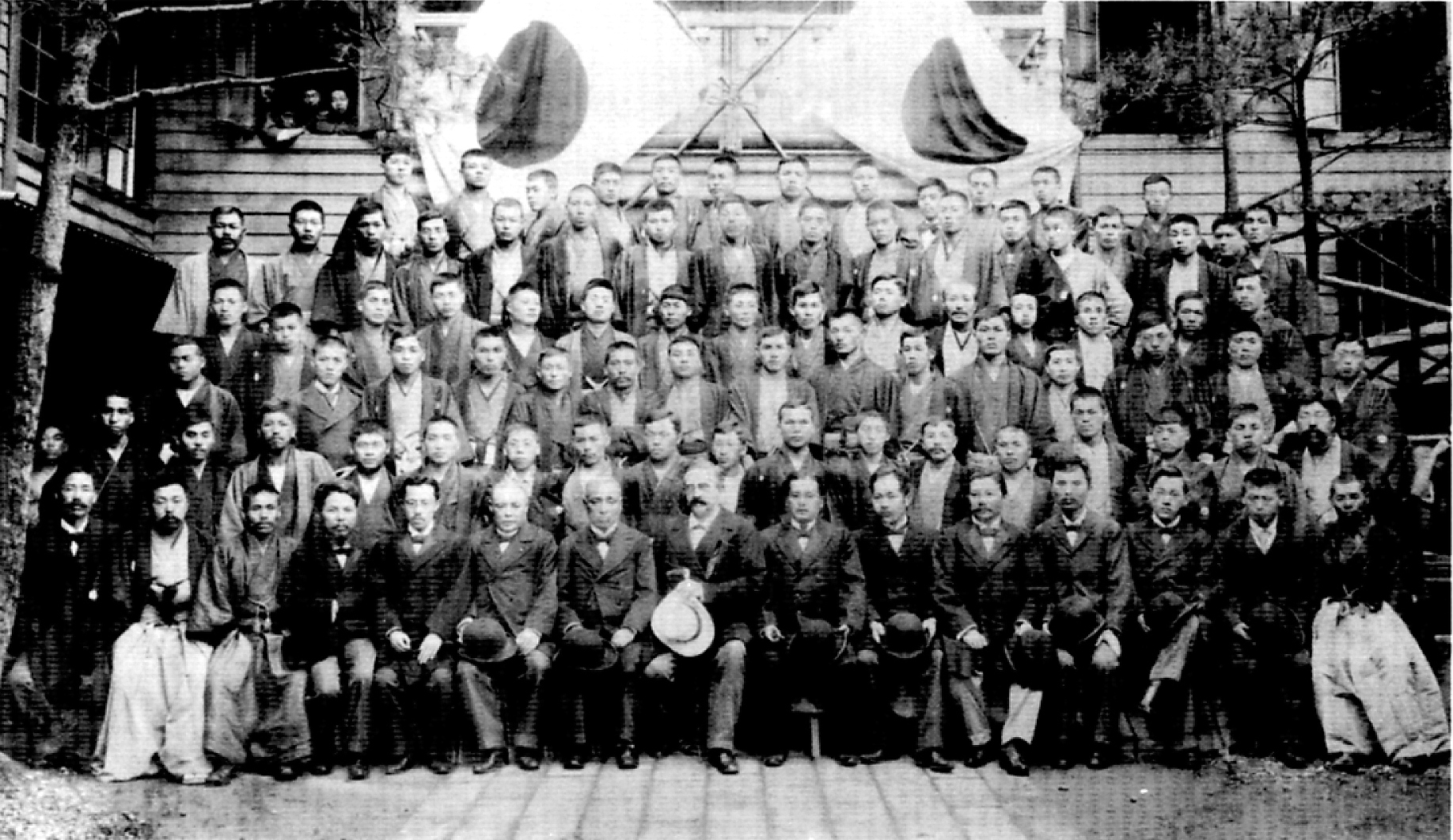
1901年の卒業記念写真

- ルイ・アドルフ・ブリデル（スイス出身、東京帝国大学教授）
- 田部芳（司法省法学校卒、商法起草者、大審院検事、大審院部長）
- 横田秀雄（帝国大学法科大学卒、大審院長、明治大学学長・総長）
- 志田鉀太郎（帝国大学法科大学卒、商法学者、明治大学総長）
- 一木喜徳郎（帝国大学法科大学卒、公法学者、文部大臣、内務大臣、枢密院議長）
- 長島鷲太郎（帝国大学法科大学卒、衆議院議員、弁護士）
- 井上密（帝国大学法科大学卒、京都帝国大学法科大学長、京都法政学校教頭、京都市長）
- 岡松参太郎（帝国大学法科大学卒、民法学者）
- 鵜澤總明（東京帝国大学法科大学卒、衆議院議員、貴族院議員、明治大学総長）
- 川名兼四郎（東京帝国大学法科大学卒、民法学者）
- 島田鉄吉（東京帝国大学法科大学卒、民法学者）
- 飯島喬平（東京帝国大学法科大学卒、大審院検事）
- 小林丑三郎（東京帝国大学法科大学卒、衆議院議員、明治大学政治経済学部初代学部長）

### 商学部講師
専門学校令による商学部は東京高等商業学校関係者らの協力によって開講し、多くの高商教授が招聘された。
- 佐野善作（売買取引所及貨幣及信用論、銀行）
- 下野直太郎（簿記及商事経営学）
- 星野太郎（商品学）
- 關一（鉄道、経済政策）
- 村瀬春雄（保険、海運）
- 坂本陶一（商業通論）
- 石川文吾（和英商業文）
- 瀧本美夫（統計学）
- 横井時冬（商業史）
- 村上直次郎（商業史、英語）
- 高橋作衛（国際公法）
- 金井延（経済原論、財政学）
- 馬場鍈一（財政学）
- 岡實（行政法）
- 山田三良（法学通論、国際私法）
- 加藤正治（破産法）

### 文学部講師
専門学校令による文学部は第1回の卒業生を出しただけで学生募集を停止し、以後1932年（昭和7年）まで復活しなかった。
- 夏目漱石（英文学）
- 上田敏（英文学）
- 内海弘蔵（国文学）
- 服部躬冶（国文学）
- 桑原隲蔵（漢文学）
- 鈴木虎雄（漢文学）
- 登張竹風（文学概論）
- 深田康算（哲学概論）
- 福来友吉（心理学）
- 隈本繁吉（欧州最近史）

## 主な卒業生
- 明治大学の人物一覧 参照

## 校地の変遷と継承

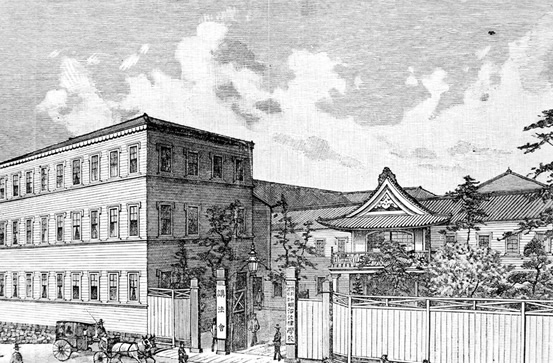
南甲賀町校舎

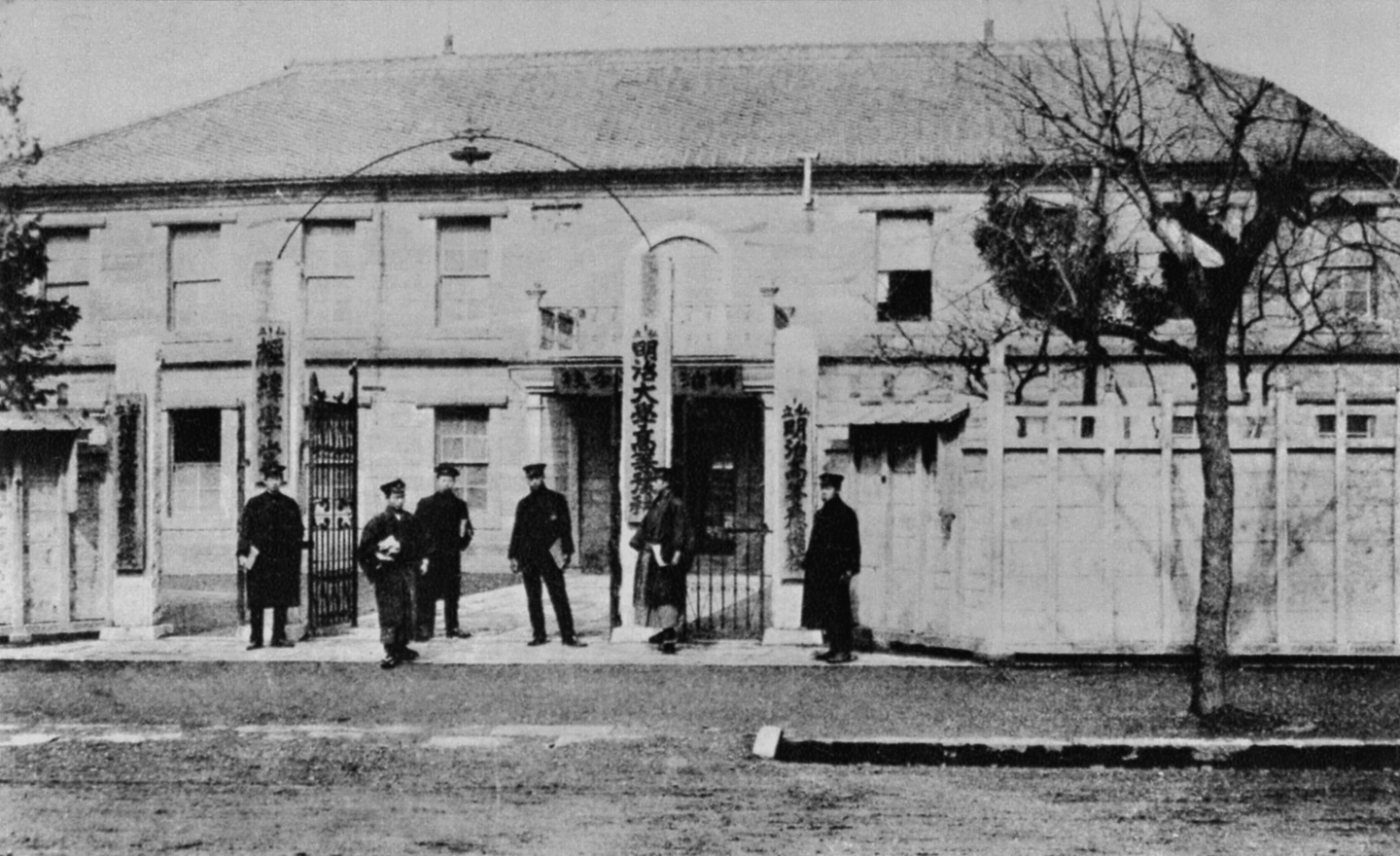
錦町分校（1904年頃）

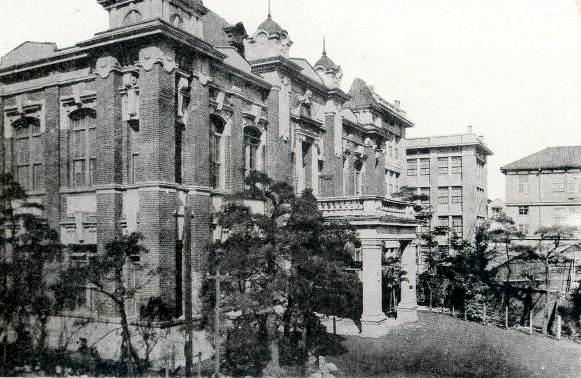
大正期の明治大学

学校の設置届では東京府麹町区上六番町36番地の宮城浩蔵宅としていたが、幹事斎藤孝治が同区有楽町三丁目1番地の数寄屋橋近くの旧島原藩上屋敷（三楽舎跡）を見つけ、その一部を借用して1881年1月17日に開校した。横長の古い建物で、畳を除去して板の間に机と椅子を並べて講義を行ったという。
明治法律学校の学生数は次第に増加し、手狭な有楽町校舎では収容しきれなくなったため、1886年に神田区駿河台南甲賀町11番地（現在の日大病院東側付近）の400余坪の土地を取得し（南甲賀町校舎）、同年12月11日に移転開校式を行った。
その後も学生数の増加に合わせて校舎を増築したり、1903年に神田錦町の元神田中学校校舎を買収したりしたが（錦町分校）、明治40年代には収容力が限界に達し、本校と分校の分立状態を解消する必要もあって、1910年に駿河台南甲賀町14・15・16番地の小松宮邸跡を借地し、翌年10月に校舎新築落成移転式を行った。
この地が駿河台キャンパスとして現在に至るまで継承されている。
1911年における明治大学校舎一覧
- 一号館 - 木造3階（校長室・講師室・事務室・教室×9など）
- 二号館 - 木造2階（教室×2）
- 三号館 - 木造平屋（道場）
- 四号館 - 木造2階（図書室・自習室など）
- 五号館 - 木造平屋（校友会・学友会本部・清国留学生校友会本部）
- 六号館 - 木造3階（書庫）
- 七号館 - 木造2階（教室×4、理化準備室）
- 八号館 - 煉瓦2階（記念館）
- 九号館 - 木造2階（出版部）
- 十号館 - 木造2階（倶楽部）
- 付属棟×2

## アクセス
- 甲武鉄道 御茶ノ水駅（1904年開業）
- 東京電気鉄道 御茶ノ水停留場および駿河台下停留場（1904年開業）